# Tidarren levii
Tidarren levii es una especie de araña araneomorfa del género Tidarren, familia Theridiidae. Fue descrita científicamente por Schmidt en 1957.
Habita en Congo.